# NGC 1562
NGC 1562 é uma galáxia lenticular (S0) localizada na direcção da constelação de Eridanus. Possui uma declinação de -15° 45' 19" e uma ascensão recta de 4 horas, 21 minutos e 47,6 segundos.
A galáxia NGC 1562 foi descoberta em 1886 por Frank Leavenworth.